# Blaha Lujza
Blaha Lujza (született Reindl Ludovika) (Rimaszombat, 1850. szeptember 8. – Budapest, Erzsébetváros, 1926. január 18.) magyar színésznő, „a nemzet csalogánya”.

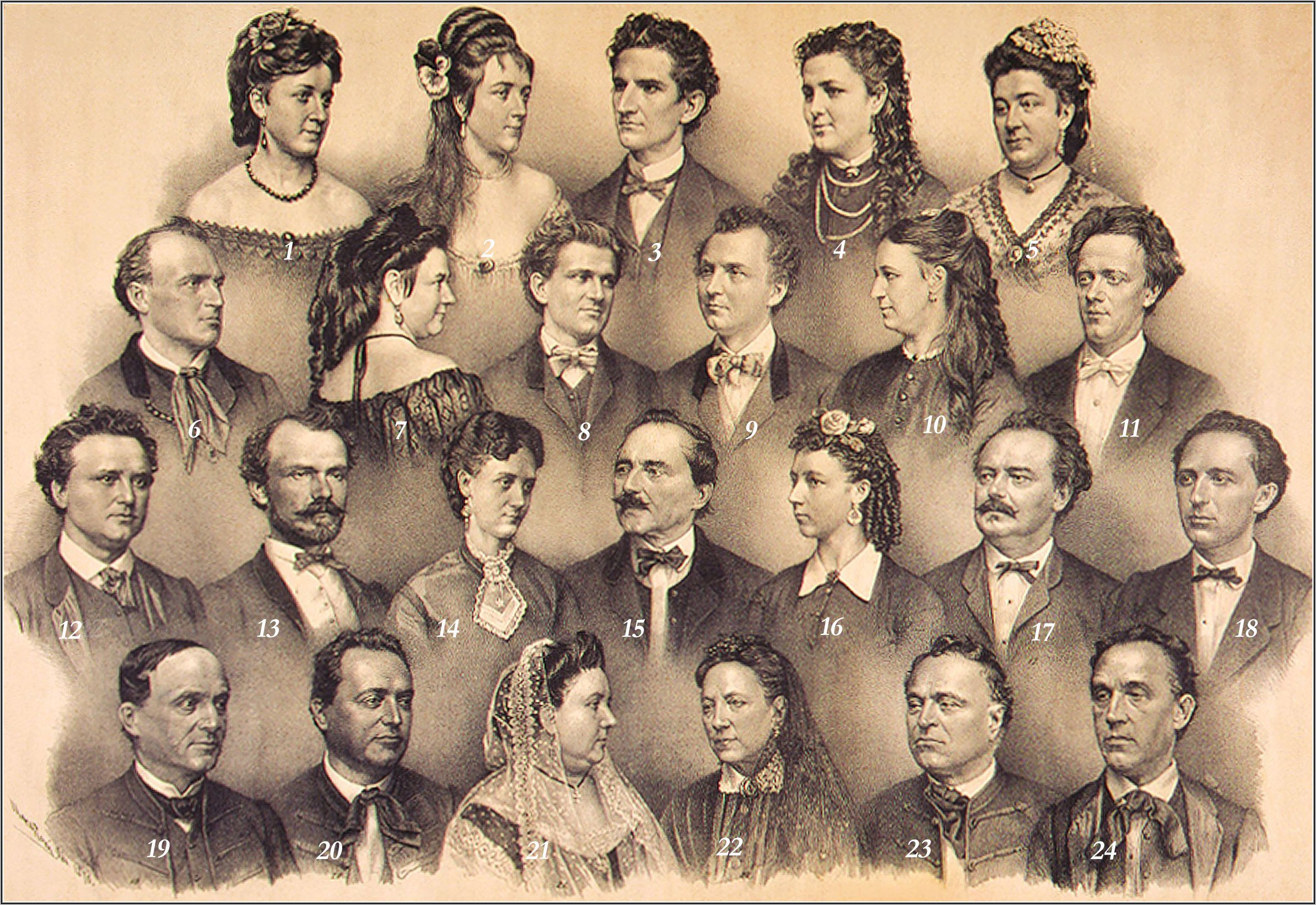
Az 1870-es debreceni színtársulatról készített tablón sorrendben a következő színészek láthatók: 1. Szakáll Róza (1848–1926); 2. Tannerné Szabó Róza, később Erkel Sándorné (1850–1922); 3. Bercsényi Béla (1844–1901); 4. Blaha Lujza (1850–1926); 5. Mándoky Béláné [Presly] Morzsai Emma (1844–1923); 6. Rónai Gyula (1828–1874); 7. Hetényi Laura, Molnárné (1830–1874); 8. Mándoky Béla (1839–1918); 9. Együd István (1838–1882); 10. Dalnoki Béniné, Konti Fáni (1842–1908); 11. Vízvári Gyula (1841–1908); 12. Gerecs János (1843–1910); 13. Dalfi Lőrinc; 14. Takács Emese, Bercsényiné (1847–1914); 15. Szabó József (1814–1875); 16. Szomolnoki Erzsi, Balla Istvánné; 17. Tanner István (1828–1878); 18. Dalnoki Béni (1838–1914); 19. Foltényi Vilmos (1820–1905); 20. Zöldi Miklós (1821–1876); 21. Foltényiné, Szákfy-Szabó Amália (1830–1901); 22. Zöldiné Szabó Julianna (1812–1886); 23. Dózsa József (1815–1886); 24. Philippovits István (1822–1885)

## Családja
Édesapja, Reindl Sándor huszártiszt volt a császári és királyi hadseregben. Nyíregyházi szolgálati ideje alatt ismerkedett meg Ponti Lujzával. Tiszti rangját feladva kilépett a hadseregből, és 1848. február 24-én – családja ellenzése dacára – házasságot kötöttek. Három hét múlva Reindl belépett a szabadságharc népfelkelő seregébe, ahol őrmesterként szolgált. A világosi fegyverletétel után bujdosnia kellett. Minthogy jó hangja volt, és szépen énekelt, egy színtársulathoz vándorszínésznek szegődött, Várai Sándor néven. 1856-ban a kolera sújtotta Kassán játszott, előadás közben vesztette életét. Édesanyja, Ponty Alojzia társalgási színésznő ezután újból férjhez ment: 1857-ben kötött házasságot Kölesi Antal díszletfestővel. Így történt, hogy a művésznőt néhol Kölesi Lujza néven, nevelőapja vezetéknevén említik.
Első férjével, a 37 éves Blaha János cseh származású karmesterrel 16 évesen esküdött 1866 februárjában, Szabadkán. Tőle kapta zenei képzését. A korrepetitor szép és tehetséges tanítványa kedvéért még magyarul is megtanult. 41 évesen, tüdőbajban meghalt férje nevét – bár még két házasságot kötött – élete végéig viselte. Második férje Soldos Sándor (szül. Pusztatenk, 1852. május 6.), Heves vármegyei földbirtokos volt, akivel 1875. szeptember 20-án kelt egybe a Budapest-belvárosi Főplébánia-templomban. Esküvői tanúik Podmaniczky Frigyes, Baldácsy Antal, Péchy Manó és Szigligeti Ede voltak. Harmadik házasságát báró Splényi Ödön rendőrtanácsossal kötötte, 1881. február 26-án Budapesten, a Kálvin téri református templomban.
Gyermekei: Blaha Sándor (1874–1948) belügyminisztériumi államtitkár és Blaha Sári (Soldos Sári, 1876–1956) színésznő.
Blaha Lujza állítólag egyik férjébe sem volt szerelmes. Verő György Blaha Lujza és a Népszínház című könyvében arról ír, hogy „föllelte, de meg el is veszítette az Ideálját”, azonban arról nem esik szó, hogy ki volt ez az ideál, a színésznő naplójából sem derül ki. Szoboszlai Zoltán Ugrai mozaik című könyvében Bölöny Józsefre, a színésznő nagyváradi lovaglópartnerére tippel. Blaha Lujza törvénytelen szerelemgyerekének, Sándornak keresztelésénél a Pest-belvárosi főplébánia születési anyakönyvi bejegyzésében (1874. szeptember 25.) az „Észrevételek” rovatban Máday Sándor országgyűlési képviselő, köz- és váltóügyvéd neve szerepel, aki természetes atyaként jelent meg és íratta be nevét, ezt utólag kihúzták. Más források szerint Soldos Sándor az édesapja.

## Élete
Szülei vándorszíntársulattal járták az országot, amikor is Losoncról tartottak Rimaszombat felé, s várandós édesanyja utóbbi város első lakóházában, Marczel József csizmadiamester házában, hozta világra leányát, Reindl Ludovikát. 
Gyermekkorában vidéki társulatokban ismerkedett a színészmesterséggel. Alig négyévesen már statisztaként szerepelt, Eduard Klischnigg majomszínész mellől kellett a hordóból kiugrania a színre. Először 1856. április 22-én, hatévesen lépett színpadra az esztergomi Fürdő Szállóban.
8 éves koráig nem járt iskolába, majd Kápolnai János színésztől megtanult írni, olvasni. Még gyermekkorában szülei előbb Kőszeghy Endre társulatánál voltak szerződtetve, jártak Rozsnyón, Lőcsén, Dobsidán stb. Szülei 1858-ban a győri társulathoz szerződtek, és lakásuk egy ablaktalan kis padlásszoba volt, világosság csak az üveges ajtón szűrődött be. Kölesi Lujza akkor járt először iskolába, a győri apácák kolostorába. 1858. január 5-én lépett először valódi szerepben, A koldusnőben Mariként színpadra, és ezzel az első kísérletével teljes sikert aratott. Azután szülei Gárdonyi Antal társulatához szerződtek. Itt sem maradtak sokáig, mert innen Völgyi György színigazgatóhoz mentek. Ott sok nélkülözés és nyomor között éltek, vándoroltak vidékről-vidékre, ahol kisebb-nagyobb szerepekben fokonként hódította meg Lujzika a közönséget. Tizenhárom éves korában már kész színésznő volt, és önálló szerepeket játszott. 1863-ban játszott először szülővárosában, Rimaszombatban, ahonnan először Vácra, Szarvasra, majd sok-sok vándorlás után, 1864. április havában, Molnár Györgyhöz, a budai Népszínház igazgatójához szerződött. Itt különösen nagy sikert aratott a Csikós c. népszínműben. Június havában Latabár Endréhez Balatonfüredre szegődött, őszre azonban ismét visszatért Budára, Molnár Györgyhöz – aki időközben kivette a kórusból – , ahol a színház három karmestere: Schimacsek, Sziklavölgyi és Jakóbi tanították. A budai színház csődbejutásakor Szabadkára szerződött, Sipos Károly társulatához és ez a szerződés fordulópontot jelentett életében.
1866. február 5-én kötött házasságot Blaha János (Jan Blaha) cseh származású osztrák katonával, aki felismerte az ifjú színésznő tehetségét, és a későbbiekben karrierjét egyengette. Hálából neje élete végéig viselte nevét. Blaha János ugyan nem tudott magyarul, Lujza pedig németül nem beszélt, de egy leckeóra végén énektanára szerelmet vallott neki és egyben a kezét is megkérte.

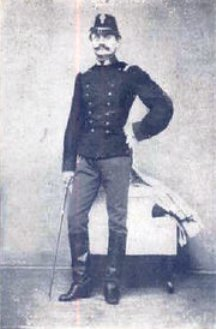
Blaha János

1866-ban Szabó József Debrecenbe szerződtette, 100 ezüstforintos fizetéssel. Bécsi vendégjátéka ismertté tette őt az osztrák operettvilág körében. A Carltheater szerződtetni szerette volna, ám Blaháné visszautasította az ajánlatot, azzal az indokkal, hogy ő magyar színésznő akar maradni. 19 éves volt, amikor férje 1870. január 24-én Debrecenben tüdővészben meghalt.
1869. május 5-én először vendégszerepelt Kolozsvárott. 1870. február 4-én a Nemzeti Színház is vendégszerepelni hívta. A következő év tavaszán Nagyváradon ünnepelték, majd május 7-én először játszott a Nemzeti Színházban, a Tündérlak Magyarhonban c. népszínű Marcsa szerepében. Május 14-én Budán is fellépett, ugyancsak a Tündérlakban. Ez év szeptember havában ő nyitotta meg a Nemzeti Színház fiókszínházát, a Várszínházát, az Egy nő, aki az ablakon kiugrik c. vígjátékkal. 1872 nyarán ismét Budának a kedvenc színésznője volt, ekkor Miklósy Gyula társulatában játszott. 1873. január 30-án énekelte első operapartiját, a Fekete dominóban, Angelo szerepében. 1873. január 15-én a Falu rossza premierjén Finum Rózsi szerepében óriási sikere volt a Nemzeti Színházban, amelynek egyik legkiválóbb tagja lett, Szigligeti Ede szerződtette. 1875. augusztus 28-án Egerben vendégszerepelt, ahol három napra rá runyai Soldos Sándor (megh. 1924. október 6.) tenki földbirtokos megkérte a kezét; szeptember 20-án férjhez ment – az esküvő szintén a Belvárosi főplébánia-templomban volt. Boldogságuk nem sokáig tartott, 1879-ben elváltak.
1875. október 10-én elbúcsúzott a Nemzeti Színház közönségétől és Tamássyval a Népszínházhoz szerződtek. Búcsúelőadása a Szökött katonában Julcsa szerepében volt. 1875. október 23-tól 1896. május 4-ig összesen 2364-szer lépett fel a Népszínházban, ahol 1875. december 2-án volt az első operettfellépése az Angot asszony leányában és egymás után aratta sikereit, december 14-én a Sárga csikóban mint Erzsike, vagy mint Szilaj Kata a Vereshajúban (1877. június 2.), a Piros bugyellárisban mint Török Zsófi (1878. november 22.), a Corneville-i harangokban mint Serpolette. Ugyanezen év február havában játszotta az Ágnes asszonyban az első szendeszerepet. 1878 márciusában vendégszerepelt Székesfehérvárott, a Sárga csikó Erzsike szerepében, óriási sikerrel. 1880. július havában a gyöngyösi nőegylet dísztagja lett. 1881. február 26-án férjhez ment báró Splényi Ödönhöz.
1883. június 2-án a Népszínház együttesével vendégszerepelt Bécsben, a Theater an der Wien színházban (Piros bugyelláris, Tót leány, Corneville-i harangok főszerepeiben). Az összes bécsi lap egyhangúlag magasztalta a nagy magyar művésznőt. Ezután ismét parádés szerepekkel gazdagította sikereit: Konti József Eleven ördögével (1885. december 16.), a Suhanc Józsijával (1886. január 12.), Királyfogással (október 30.), Vidor Pál Ingyenélőkjével (1889. november 15.). 1884-ben a Feleky Miklós várszínházi ensemble tagja volt, ahonnan 1888. augusztus 21-én megvált. 1899. november 15-én nagy sikere volt a Náni c. népszínmű címszerepében, 1894. november 9-én a Szókimondó asszonyság Hübscher Katájaként.
1896. március 3-án egy időre elbúcsúzott a főváros közönségétől. Április 21-én az Országos Magyar Iskola Egyesület tiszteletbeli tagjává választotta, ugyanezen év október 22-én volt a 25 éves művészi jubileuma, amely alkalommal megjelent Kéry Gyula: Blaha Lujza élete c. munkája. 1896. május 6-án ünnepelte Nemzeti Színház-beli első fellépésének 25 éves jubileumát, a Tündérlak című népszínműben. 1900. október 15-én a Népszínház megünnepelte fennállásának 25 éves fordulóját, és ugyanekkor meleg ovációban részesítették a nemzet csalogányát. November 15-én a király a koronás arany érdemkereszttel tüntette ki. Páratlan sikerrel szerepelt a Vígszínházban, az Aranykakas c. vígjáték fogadósnéjaként.
1901-ben indította útjára a Nemzeti Színház az örökös tagság intézményét, ezt elsőként Blaha Lujza kapta meg, akit 1901. március 2-án Széll Kálmán miniszterelnök tüntetett ki a címmel. 1901. május 7-én a Nemzeti Színházban fellépett a Tündérlakban. Ez volt harmincadik évfordulója annak, hogy először játszott az ország első színpadján. 1901 júniusában Kassán, és augusztusban Balatonfüreden játszotta utolsó vendégszerepeit, továbbiakban a nyári vendégjátékoktól visszavonult. Október 31-én volt a búcsúfellépte a Népszínházban, minthogy a Nemzeti Színház örökös tagja lett. Előadásul színre került a Sárga csikó, melynek Erzsike szerepét ekkor 150-edszer játszotta. Ezután többször szerepelt a Nemzeti Színházban, ahol Gárdonyi Géza A bor Eszter szerepében (1902. december 23.) újból diadalt aratott.
1905-ben Kada Elek: Helyre asszony című darabjában játszott a Király Színház színpadán, nagy sikert hozva a darabnak.
1906 novemberében Vidor Pál partnere volt, aki menet közben átvette a válságba került Népszínház igazgatását, később öngyilkos lett a kusza színházi viszonyok miatt. Hosszas vajúdást követően a Népszínházat összevonták a Nemzetivel, ami gyakorlatilag a népopera műfajának elhalását eredményezte. Blaha, aki utóbbi műfajban mozgott a legotthonosabban, ettől kezdve prózai szerepekben is kénytelen volt bizonyítani. 1907. február 1-én a Király Színházban játszott Pásztor Árpád Harangjában. 1908. január 10-én ünnepelte 50 éves művészi jubileumát; február 11-én játszotta Csiky Gergely népszerű vígjátékában, a Nagymamában Szerémy grófné szerepét (Népszínház – Vígopera), melyet Pásztor Árpád és Máder Rezső énekes vígjátékká alakítottak át. Ezt a szerepet 65-ször játszotta. Ebben az időben a Balatoni Szövetség egyhangúlag tiszteletbeli tagjává választotta.
1909-ben Móricz Zsigmond Sári bírójában, vagy a Lányomban tündöklő alakítását a kritika és a nézők egyaránt dicsérték. Férjének, Splényi Ödönnek 1909-ben bekövetkezett halála azonban visszavonulásra késztette. Sokáig nem lépett fel, majd 1912-ben néhányszor közkívánatra játszott A piros bugyellárisban. 1912. február 16-án a Rang és módban lépett fel; június 13-án pedig Bécsben vendégszerepelt a Magyar Színház társulatával, a Nagymama c. operett címszerepében. Az első világháború alatt néhányszor eljátszotta a Nagymamát, színházba azonban leginkább a Magyar Színházba járt, ahol unokája Blaha Gitta szereplését követte nyomon. (Mikszáth Kálmán: Szent Péter esernyője – női főszerep.) Utoljára Garamszeghy Sándor Matyólakodalom című darabjában lépett fel, amit éppen az ő visszavonulása miatt kellett levenni a műsorról.
1920. március 20-án a székesfővárosi Közmunkák Tanácsa a Népszínház előtti teret Blaha Lujza-térnek nevezte el. Róla nevezték el az újpesti színházat is, amely 1920. október 21-én nyílt meg. 1920. szeptember 8-án országos ünnep keretében megülték 70 éves születésnapját. 1921. október 8-án az Unió Rt. tulajdonát képező Revü-Színház a „Blaha Lujza Színház” nevet vette fel és akkor ő is fellépett hosszú szünet után. 1923. március havában az Országos Színészegyesület örökös dísztagjává választotta, mely alkalommal az Egyesület leleplezte olajfestményű arcképét. Ugyanezen év szeptember 9-én évi nyugdíját a székesfőváros tanácsa 1 200 000 koronára emelte fel.

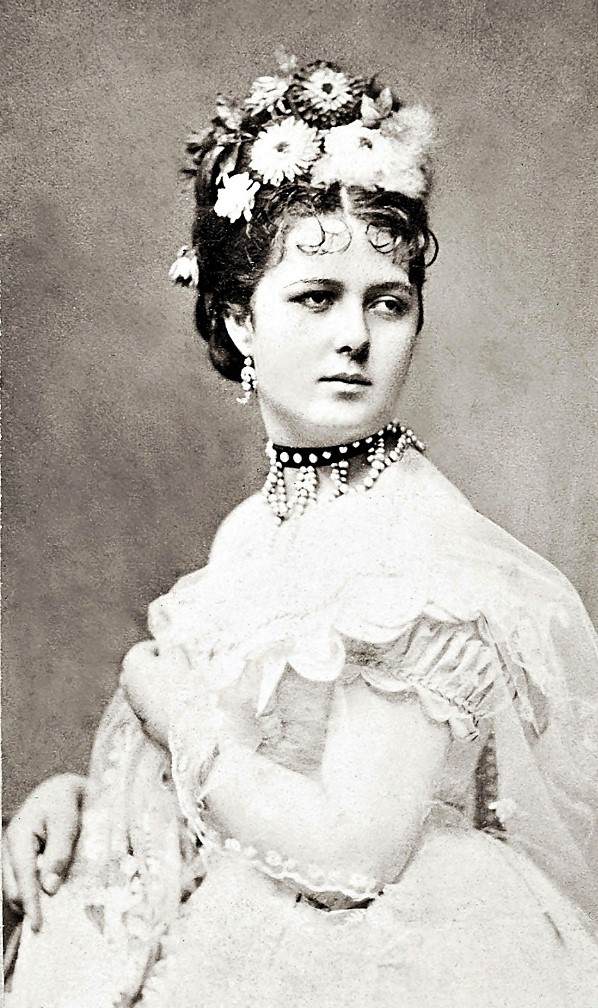
Blaha Lujza
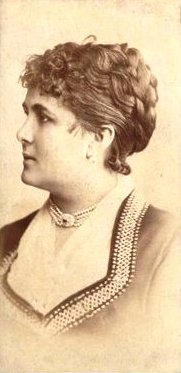
Blaha Lujza 35 évesen
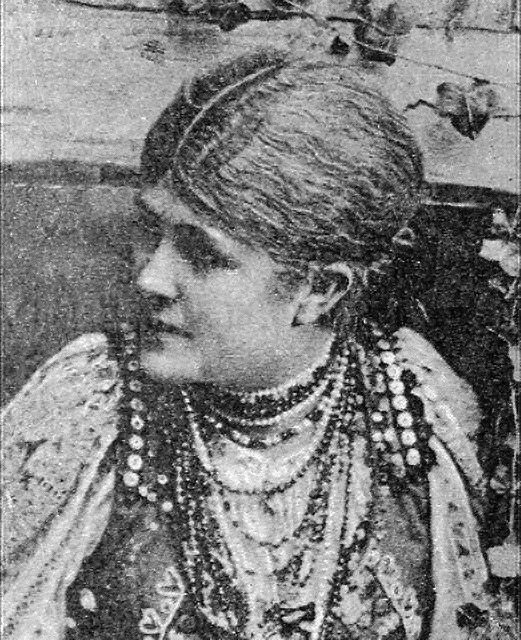
Blaha Lujza (1875 körül)
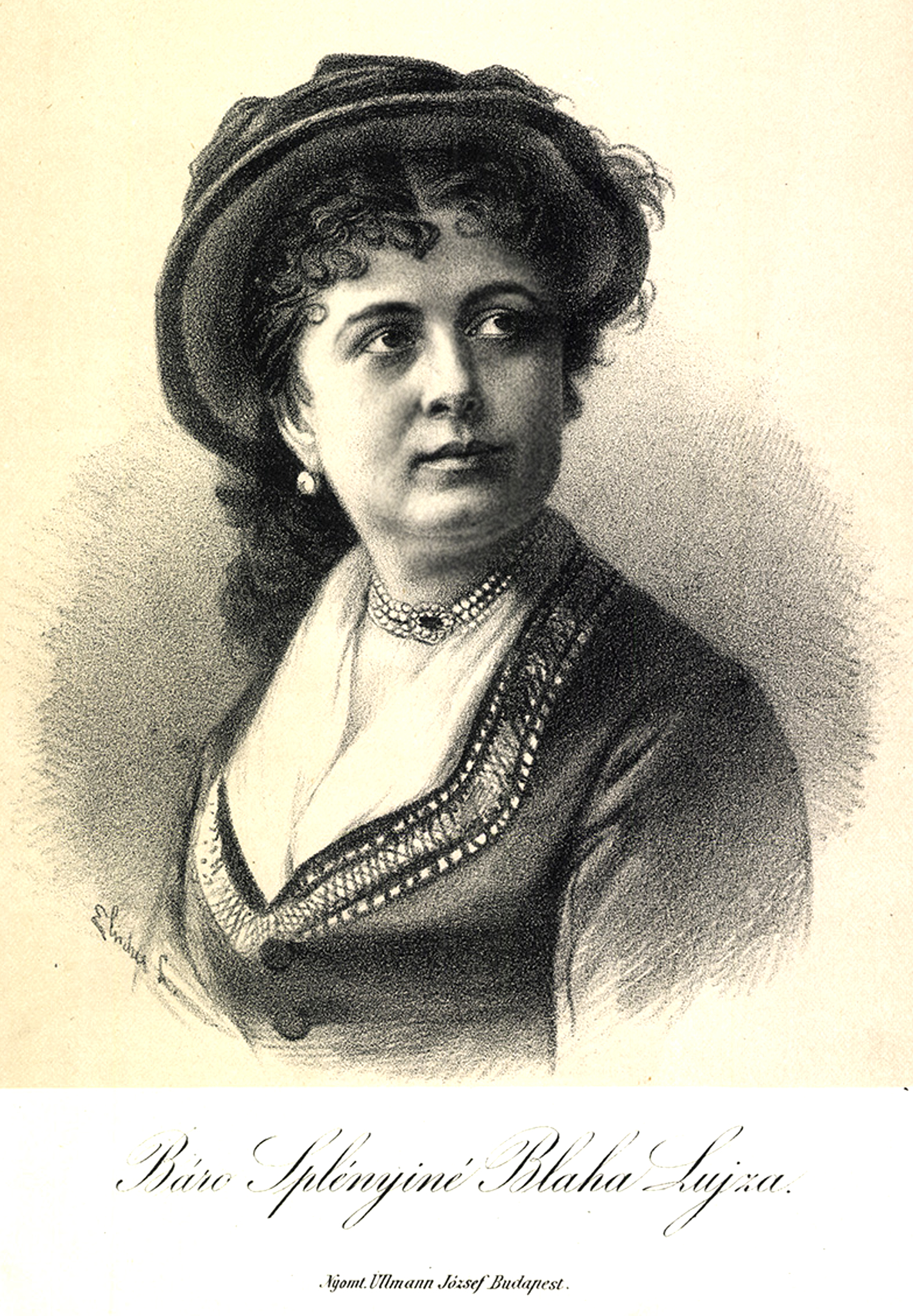
Blaha Lujza 1900 körül
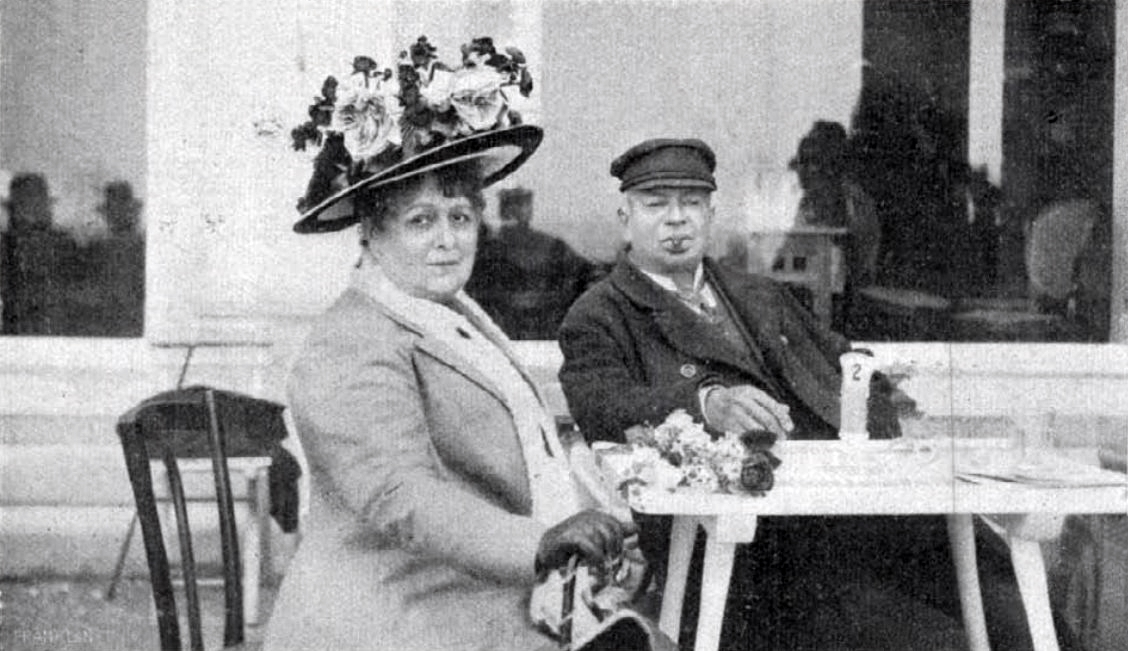
Blaha Lujza és Újházi Ede (1911 körül)
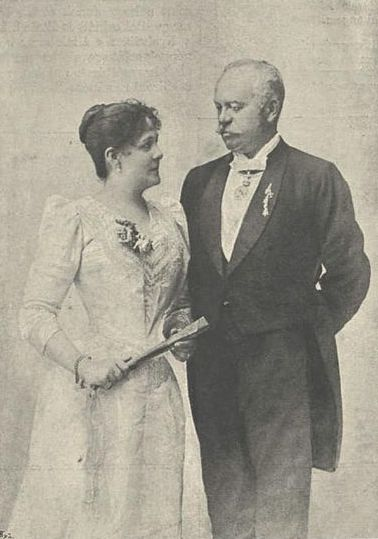
Harmadik férjével, Splényi Ödönnel
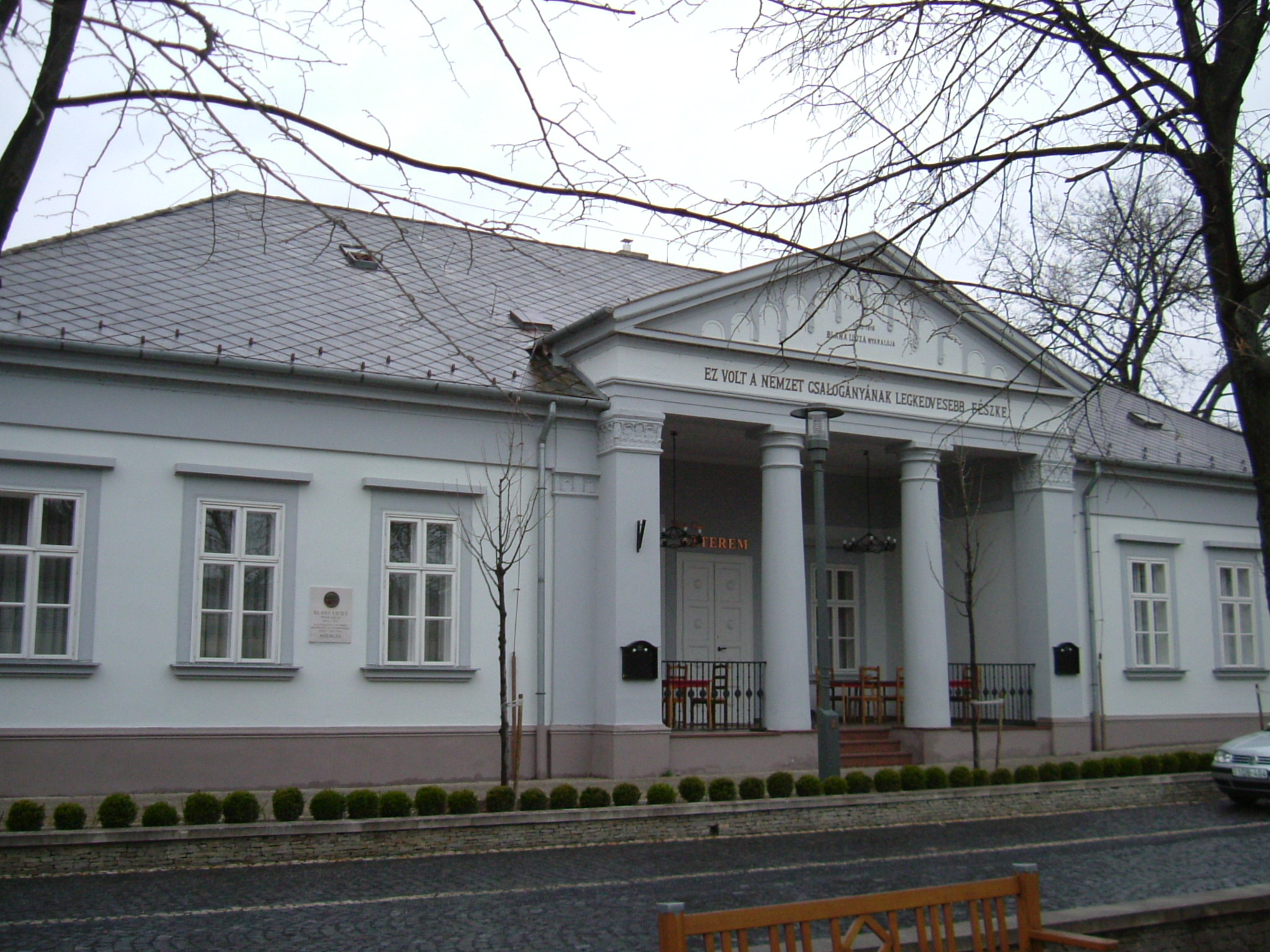
Blaha Lujza balatonfüredi villája
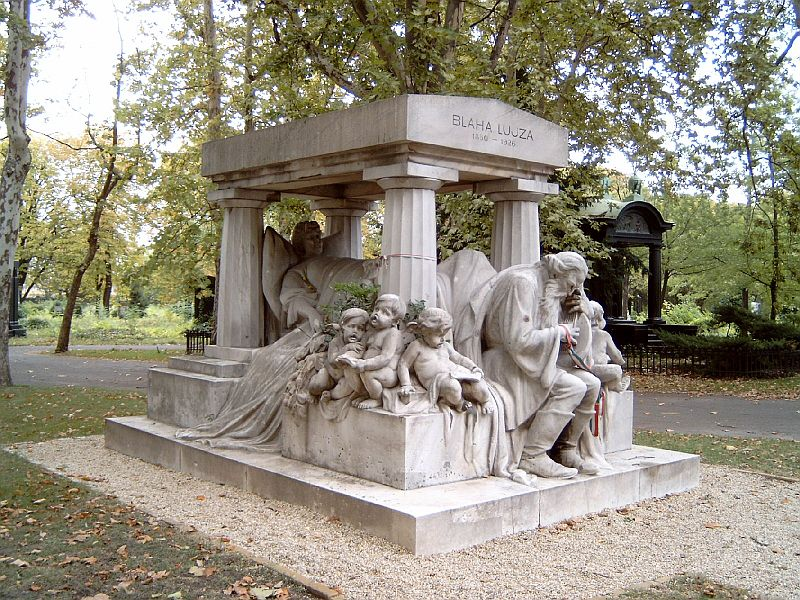
Blaha Lujza sírja

Utoljára 1923-ban lépett színpadra a Városi Színházban, a Népszínház nyugdíjasai tiszteletére rendezett ünnepségen, de itt nem énekelt. A filmezéstől idegenkedett, zavarta a hangnélküliség, az erőteljes maszkírozás, a mozdulatok groteszksége. Visszavonulását követően egyszer mégis kamera elé állt. 73 éves korában az Országos Színészegyesület örökös tagjává avatta. Tulajdonképpen 1914-től visszavonultan élt, nővérével, majdan Manci nevű kis unokájával, balatonfüredi házát eladva, az ún. „Szelényi”-házban levő lakásában.
Agyára húzódó betegsége egyre erősödött, szervezete legyengült, többnyire a lakásában élt. 1925. szeptember 25-én ünnepelte meg a 75. születésnapját, cigányzenekar adott szerenádot, ám a nagyasszony hamar elfáradt, s visszavonult. Ablakából hosszan nézte egykori színházát. Egy végzetes tüdőgyulladás vette le végleg a lábáról, amiből fölépült ugyan, de ágyhoz kötötten élt attól fogva haláláig.
1926. január 18-án, élete 76. évében hunyt el a színész „Nagyasszony”, tüdőgyulladásban. Örök nyugalomra 1926. január 20-án délután 3 órakor a Kerepesi temetőben helyezték. Temetése impozáns módon folyt le, csak Kossuth Lajosnak volt hasonló temetése. A Nemzeti Színház előcsarnokában ravatalozták fel. Gyászbeszédet mondott gróf Klebelsberg Kuno vallás- és közoktatásügyi miniszter, dr. Sipőcz Jenő polgármester, Hevesi Sándor, a Nemzeti Színház igazgatója, Szirmai Imre, Ilovszky János, Beöthy László, Porzsolt Kálmán, Gál Gyula, Géczy István. 1926. február 28-án Rimaszombatban leleplezték szülőháza emléktábláját.

## Szerepei

### Filmszerepei
- 1901 – A táncz – Pekár Gyula ismeretterjesztő filmsorozatának egy darabjában játszik
- 1916 – Csiky Gergely: Nagymama c. film főszerepe

### Színházi szerepei

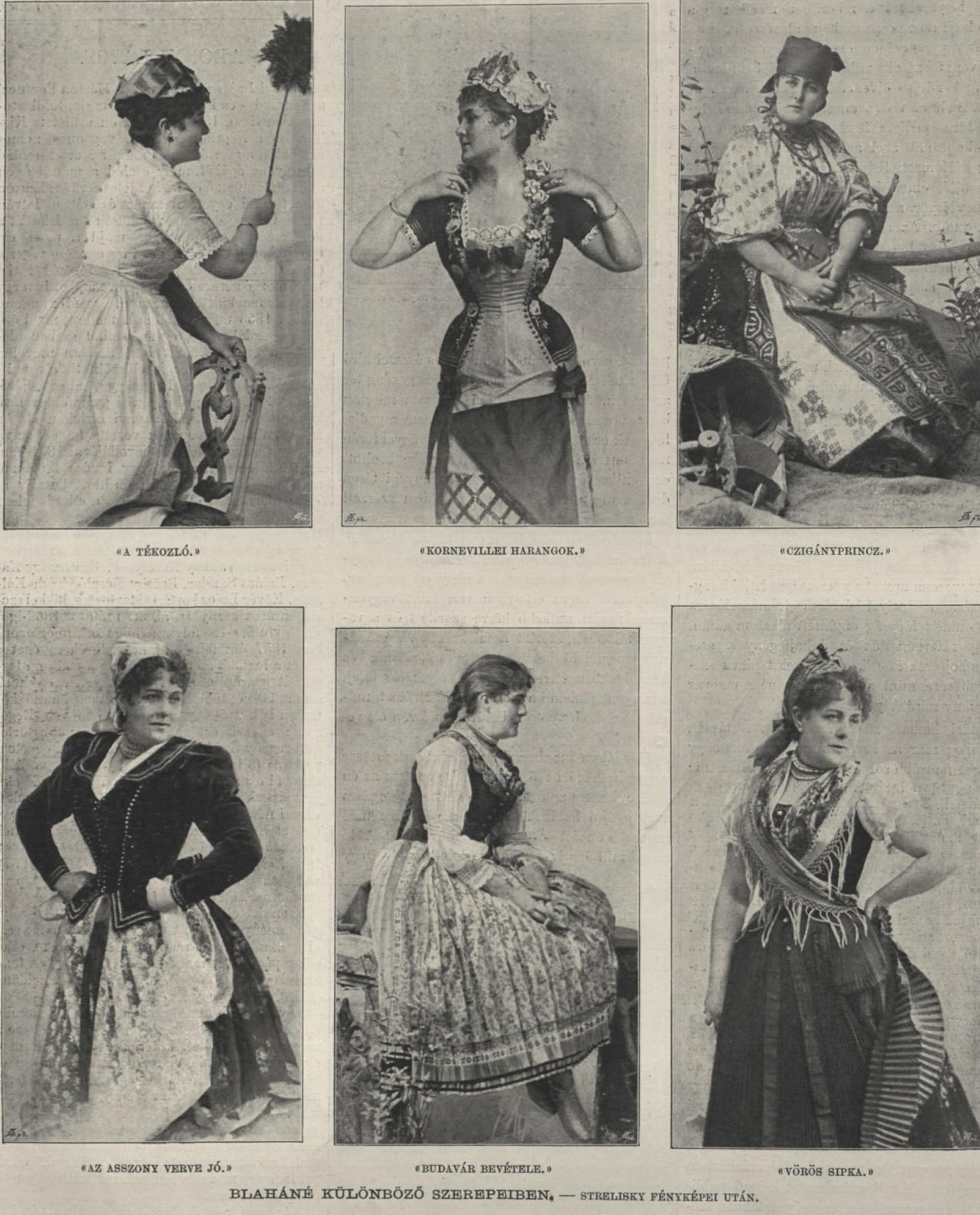

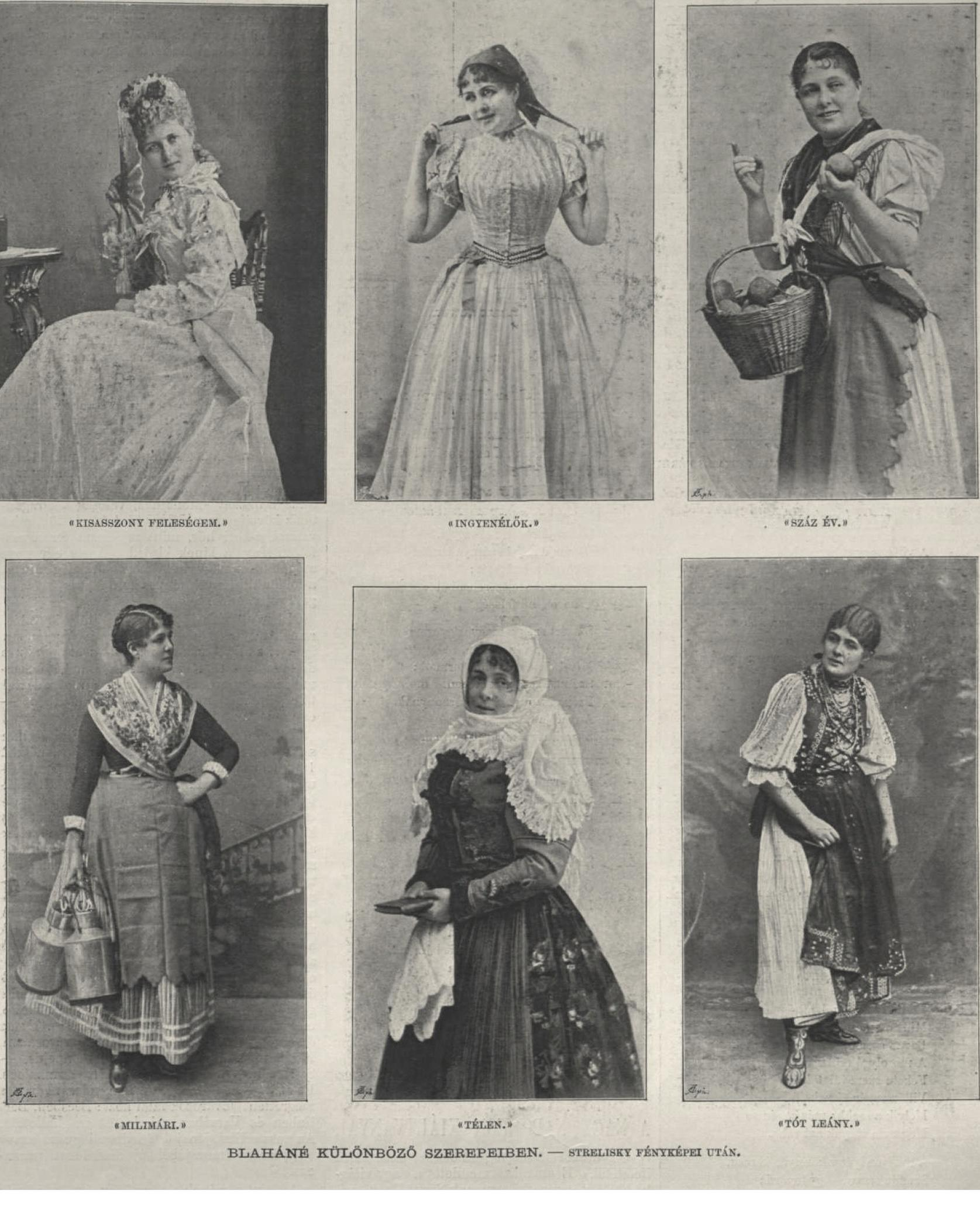

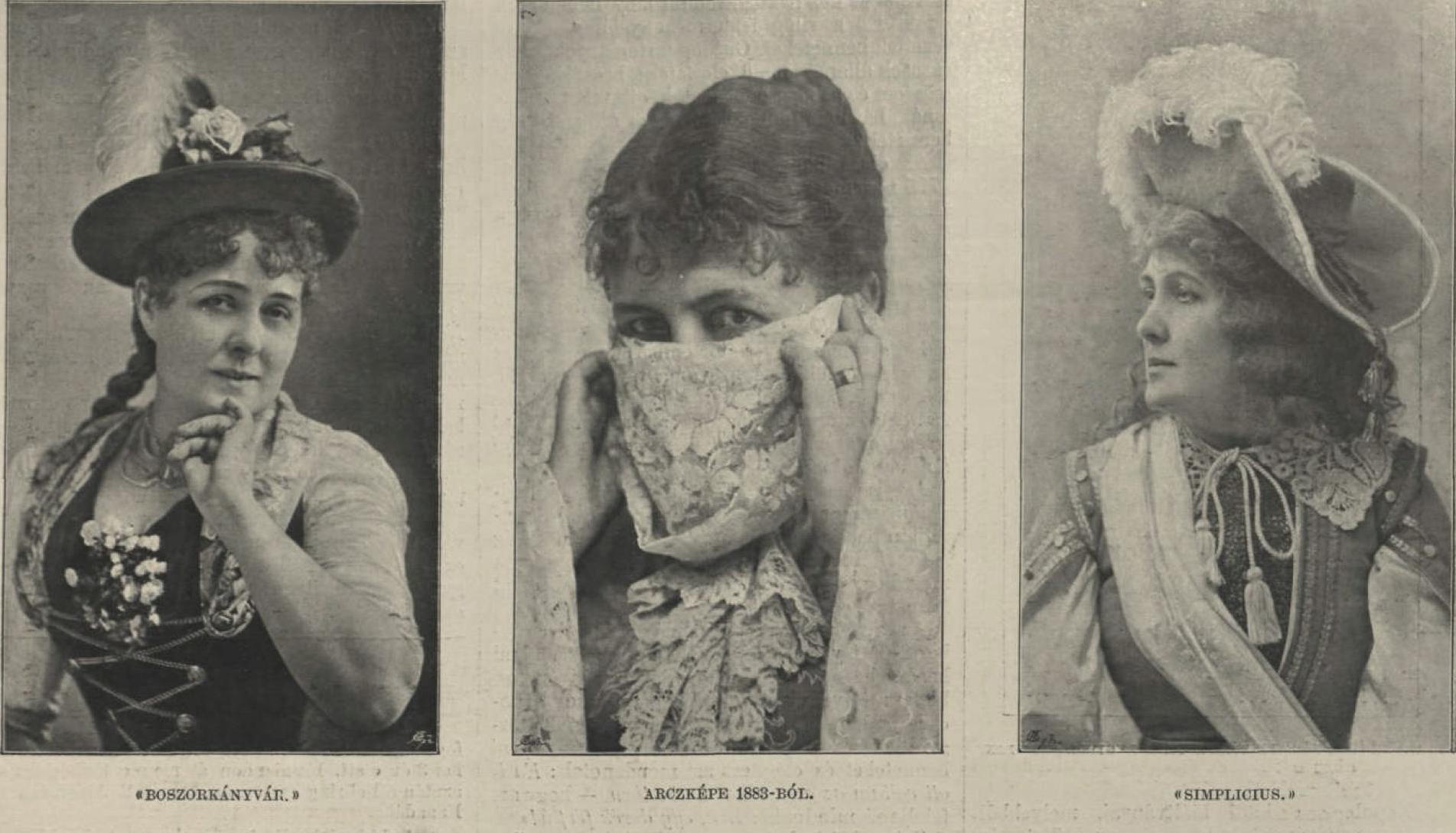

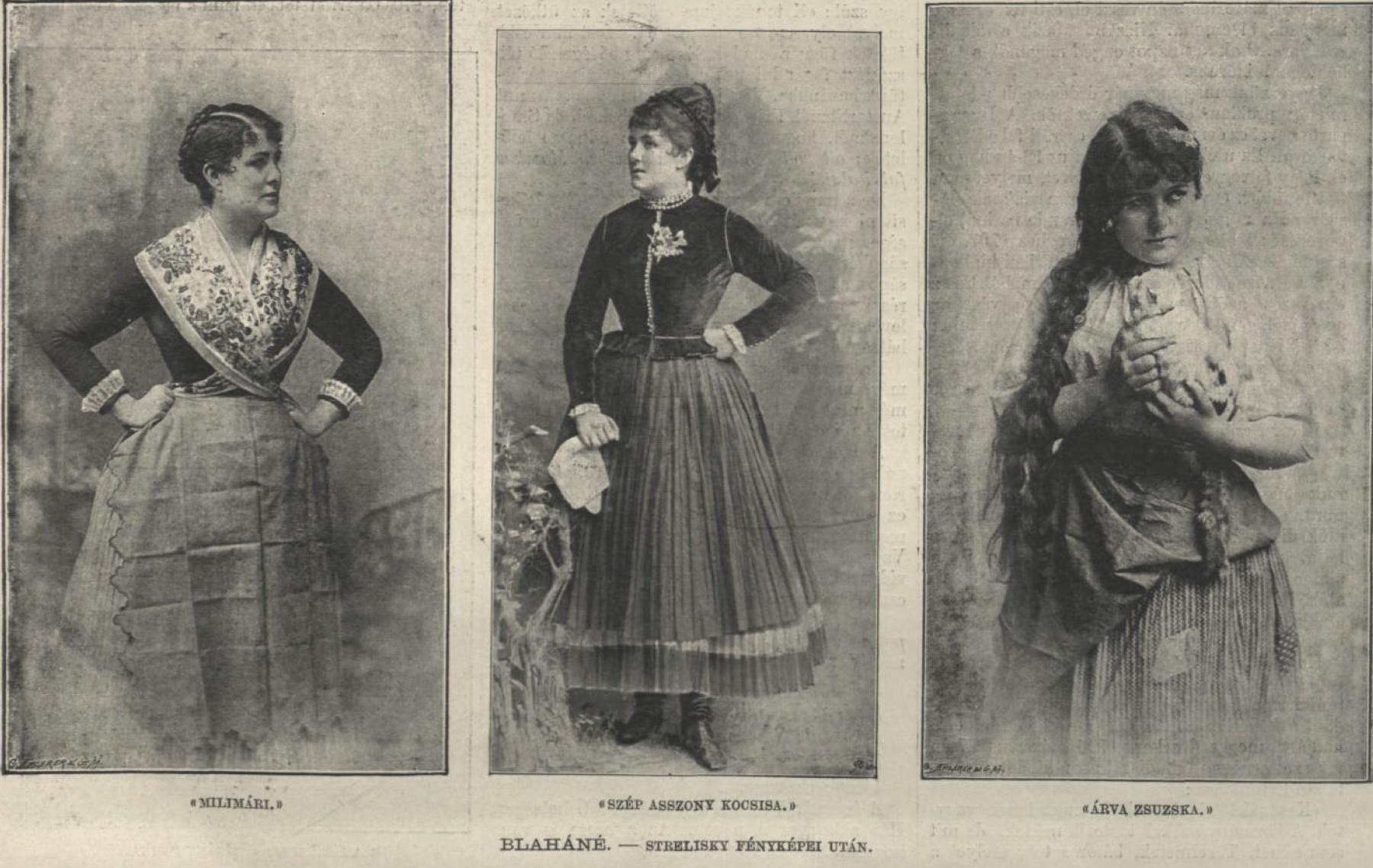

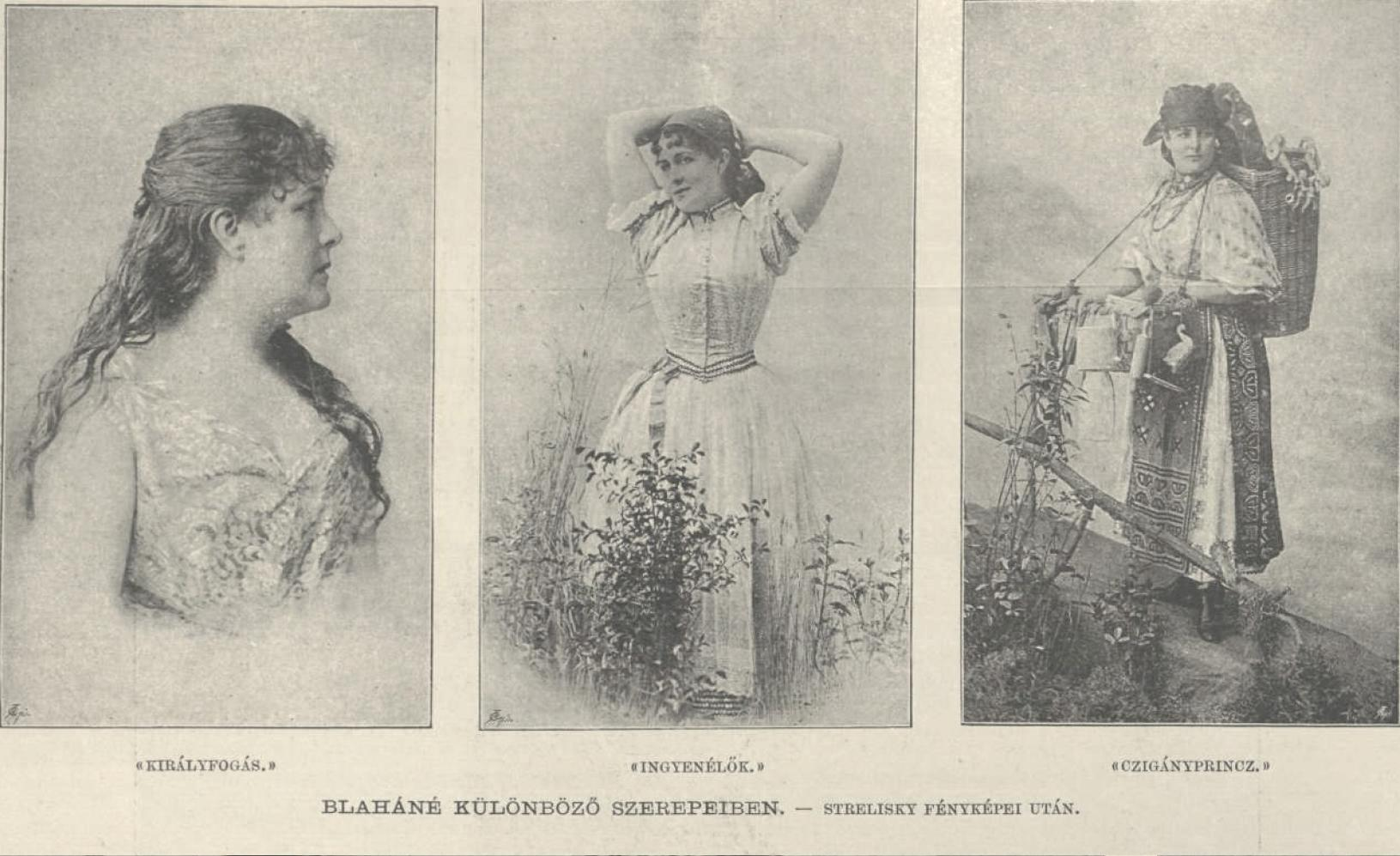

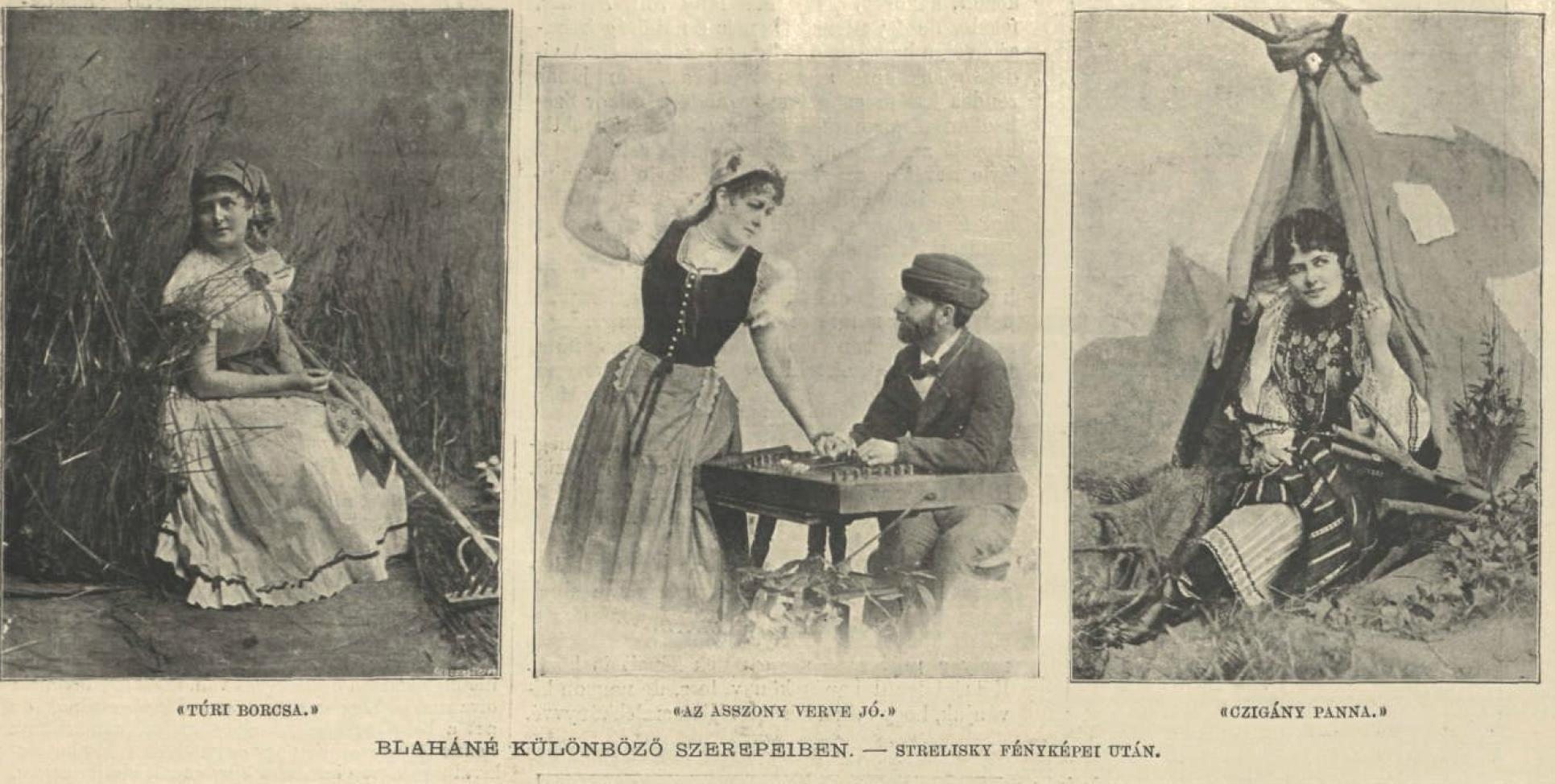

- 1863–65 – Féltve őrzött kislány – gyermekcímszereplő – Győri Színház
- 1865 – Eljegyzés lámpafénynél címszerepe – Szabadkai Színház
- 1865 – Varázshegedű c. operett címszerepe – Szabadkai Színház
- 1867 – Kékszakállú – operettátirat – főszerep, Debreceni Színház
- 1867 – Varázshegedű – operettfőszerep, – Debreceni Színház
- 1867 – Szép Galathea – főszerep – Debreceni Színház
- 1867 – Gerolsteini Nagyhercegnő – főszerep – Debreceni Színház
- 1867 – Világszép asszony Marcia – operett-főszerep, Debreceni Színház
- 1867 – Marcsa – Tündérlak Magyarhonban, Debreceni Színház
- 1867 – Török bíróné – Csepreghy Ferenc: A piros bugyelláris – Debreceni Színház
- 1871. május 7. – Marcsa – Tündérlak Magyarhonban – Nemzeti Színház – Blaha Lujza budapesti premierje
- 1871. november – Zsuzsi – A Nagyapó c. népszínműben – Nemzeti Színház
- 1873 – Abonyi Lajos: A betyár kendője népszínmű, címszerep – Nemzeti Színház
- 1874 – Csikós c. népszínmű, címszerep – Nemzeti Színház
- 1874 – Panna asszony lánya, címszerep – Nemzeti Színház
- 1874 – Ripacsos Pista dolmánya, címszerep – Nemzeti Színház
- 1874 – Vén Bakancsos – címszerep – Nemzeti Színház
- 1874 – Peleskei Nótárius – gazdasszony szerepe – Nemzeti Színház
- 1874 – Szigligeti Ede: Sztrájk főszerepe – Nemzeti Színház
- 1875. január 1. – Finum Rózsi – Tóth Ede: A falu rossza c. népszínművében – Nemzeti Színház
- 1875. október 22. – Tóth Kálmán: Az ördög párnája – bohózat, főszerep – A Népszínház első darabja
- 1877 ősze – A Kisasszony a feleségem – operett-főszerep – Népszínház
- 1878 – Török bíróné – Csepreghy Ferenc: A piros bugyelláris – Népszínház, címszerep – a Csingilingi csárdás c. betétdal slágerré válik
- 1879 – A Favartné c. operett főszerepe – Népszínház
- 1879 – Boccaccio c. operettben mint az ifjú Boccaccio – Népszínház
- 1879 – Királyfogás
- 1879 – Üdvöske
- 1879 – Kornevilli harangok
- 1879 – Kis herceg
- 1879 – Franciák Milánóban
- 1879 – Titilla hadnagy
- 1879 – Peking rózsája
- 1882 – Vörös Sapka – főszerep – Népszínház
- 1882 – Konti József: Eleven ördög – operett-címszerep, Népszínház
- 1883 – A Koldusdiák – Simon diák szerepében – Népszínház
- 1885 – Felhő Klári – népszínmű címszerepe – Népszínház
- 1886 – Gerő Károly: Tunikás lányok – népszínmű – Népszínház
- 1886 – Berczik Árpád: A veteránok – népszínmű címszerepe – Népszínház
- 1888 – Konti József: Suhanc – operett-főszerep, Népszínház
- 1888 – Folliniusz Aurél: Náni – főszerep – Népszínház
- 1890 – Igmándi kispap, Esztike szerepe – Népszínház
- 1890 – Parasztkisasszony – főszerep – Népszínház
- 1892 – Gerő Károly: Kis madaram – Népszínház
- 1894 – Szókimondó asszonyság – főszerep – Népszínház
- 1894 – Bokor József: Télen c. népszínmű – főszerep – leánya, Soldos Sárika először lép föl vele
- 1897 – A gyimesi vadvirág – főszerep – Népszínház
- 1897 – A tékozló – főszerep – Népszínház
- Gárdonyi Géza: A bor c. darabjában Nemzeti Színház
- 1908 – Csiky: Nagymama – főszerep – Nemzeti Színház
- 1909. március 17. – Móricz Zsigmond: Sári bíró – Bíróné főszerep, Nemzeti Színház
- 1909 ősze, Móricz Zsigmond: A lányom – főszerep, Nemzeti Színház
- Móricz Zsigmond: Aranyos öregek – főszerep – Nemzeti Színház
- 1911 nyara – Török bíróné – Csepreghy Ferenc: A piros bugyelláris c. népszínmű – Balatonfüred
- 1912 február – Szigeti József: Rang és mód – főszerep – Nemzeti Színház repríze
- 1912 – Abonyi Lajos: Betyár kendője – főszerep, felújítás Nemzeti Színház
- 1912 – Török bíróné – Csepreghy Ferenc: A piros bugyelláris c. népszínmű, főszerep – felújítás
- 1914. január – Garamszeghy Sándor: Matyólakodalom – főszerep – Nemzeti Színház, utolsó szerepe, visszavonulása miatt leveszik a műsorból

1918. március 18-án, Garamszeghy Sándor: Matyólakodalom című darabjában lépett utoljára színpadra.

## Művei
- Életem naplója; előszó Jókai Mór; Magyar Lap- és Könyvkiadó, Bp., 1920
- Blaha Lujza naplója; sajtó alá rend., tan., jegyz. Csillag Ilona; Gondolat, Bp., 1987
- Életem naplója; szerk. Kovács Attila Zoltán; Szépmíves, Bp., 2016

## Emlékezete

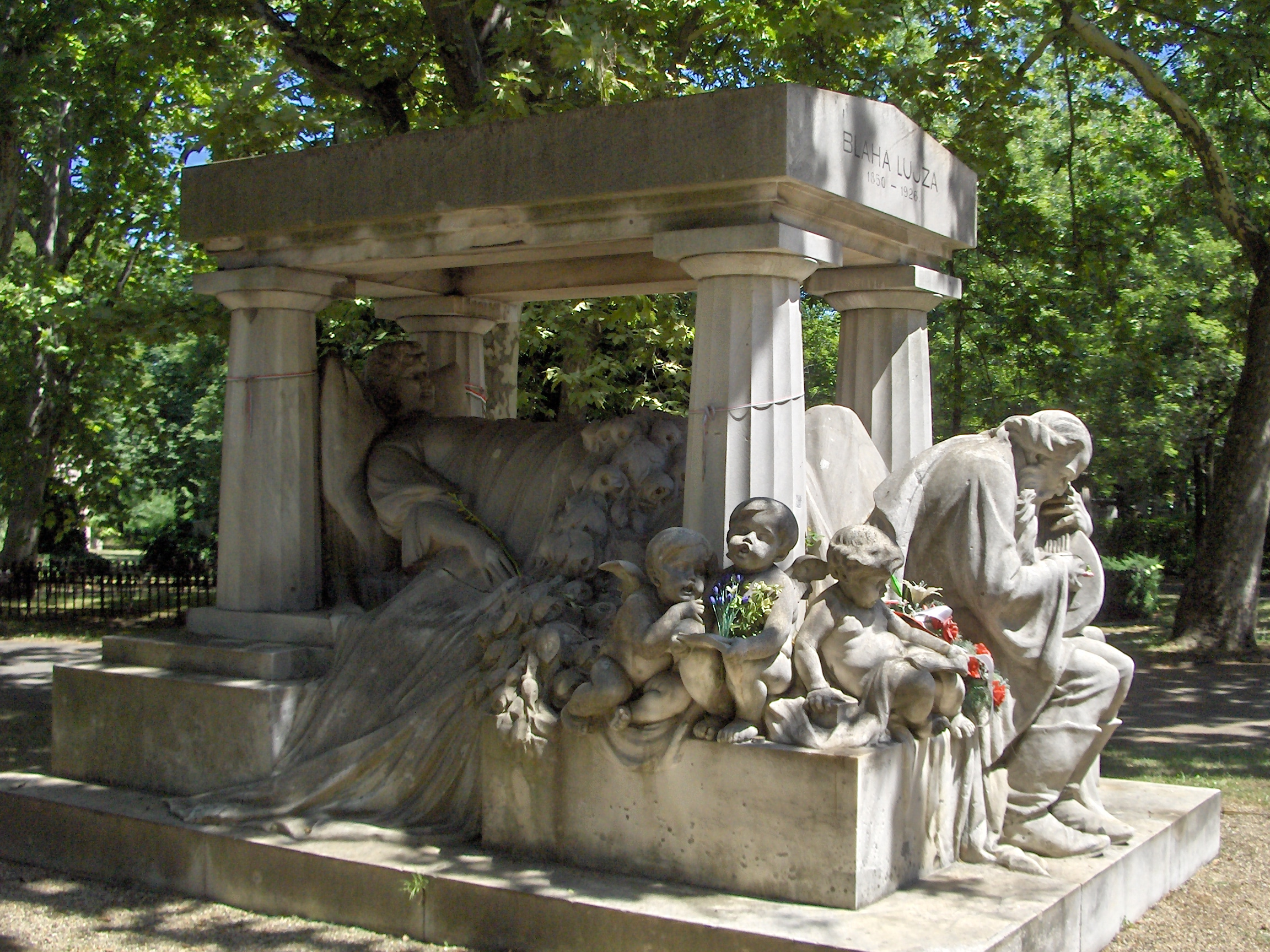
Blaha Lujza síremléke a Kerepesi temetőben. Fülöp Elemér alkotása

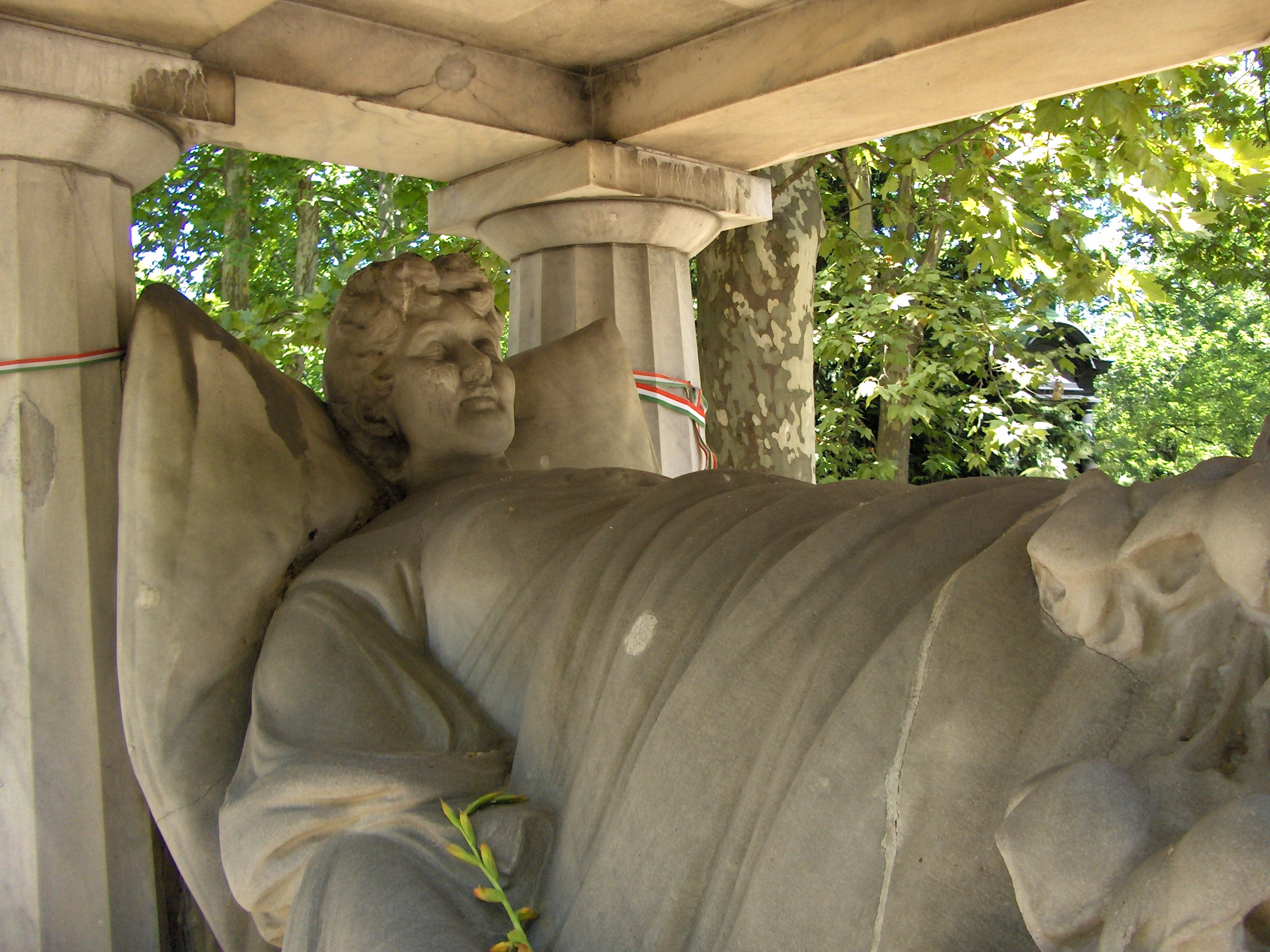
Blaha Lujza síremléke közelebbről

Blaha Lujza nevét számos tér, színház és utca őrzi, legismertebb talán a Budapest VIII. kerületében található Blaha Lujza tér.
Gödöllőn, ahol 10 éven keresztül nyaralót tartott fenn, városnegyedet neveztek el róla.
A Balatoni Szövetség 1926-ban plakettel díszített emlékpadot állíttatott neki Balatonfüred sétányán. Balatonfüredi villáján, ahol 1893 után szívesen töltötte idejét, tábla őrzi emlékét.
Nevéből ered a 2012-ben alakult beat-rock/pop-soul zenekar neve a Blahalouisiana.